# Co 101676
Co 101676, 4-[3-(4-fenilbutilamino)propil]fenol, je antagonist NMDA receptora.